# Mujeres Extraordinarias
Mujeres extraordinarias: Mujeres en el tiempo, mujeres sin tiempo (2009) es un documental escrito y dirigido por Yildalina Tatem Brache, donde trata de capturar la vida de seis mujeres influyentes de la República Dominicana.

## Producción
Tatem Brache concibió la idea de realizar un proyecto que ilustrara las vidas de mujeres que habían sido responsables de cambios en la historia dominicana y que se encontrarán con vida.
En 2006, comenzó a investigar y a elegir a 12 mujeres para escribir un libro sobre ellas. Cuando se acercó al Presidente del Instituto Dominicano de las Telecomunicaciones José Rafael Vargas, para financiamiento, el sugirió cambiar la idea de un libro, a una película para que así alcanzara un público más amplio.  Tatem Brache aceptó e inició el desarrollo del proyecto. Redujo el número de mujeres a 6 y en diciembre de 2008, fue dado el permiso para iniciar. Las filmaciones comenzaron en enero y terminaron en marzo de 2009. El proceso de edición se llevó a cabo desde abril hasta agosto. Solo para continuar la edición en septiembre y octubre de 2009 para la 'versión extendida y mejorada'.

## Argumento
Las mujeres se expresan cándidamente sobre las dificultades que tuvieron que vencer, sobre su presente, y lo que esperan del futuro. 
Gladys Gutiérrez luchó en contra del régimen de Joaquín Balaguer junto a su esposo Henry Segarra. Luego que su marido fuese desaparecido misteriosamente, fue exiliada hacia París, Francia; y allí continuó su militancia en contra del gobierno. Como consecuencia, fue amenazada de muerte numerosas veces, luego de que sus compañeros fuesen asesinados. 
Josefina Padilla fue la primera mujer candidata a la Vicepresidencia dominicana. Antes de esto, fue una de las opositoras más notables a la dictadura de Rafael Leónidas Trujillo, lo que ramificó en su persecución y en el asesinato de su esposo, 'Papito' Sánchez. 
Tomasina Cabral fue brutalmente torturada durante el régimen Trujillo, es la única mujer conocida hasta ahora, que fue sometida a esa clase de maltrato en las cárceles dominicanas de esa época. También fue la amiga que acompañó a Minerva y María Teresa Mirabal durante su tiempo en la cárcel. Sina revela como lidia con el pasado, y como todavía, después de lo que le hicieron, continúa siendo una ferviente defensora de los derechos humanos.
Dedé Mirabal es la segunda y la única hermana sobreviviente. Muchos la describen como 'La que vivió para contar la historia'. Ella no sólo cuenta sobre sus hermanas y la tragedia, sino que también se expresa a sí misma y a su propia vida. Expone sobre lo que pasó antes y después de la muerte de sus hermanas, siendo dinámica y conmovedora.
Mary Marranzini relata sobre los difíciles momentos en que su hijo enfermó de poliomielitis, y se vio obligada a viajar a los Estados Unidos para que recibiera el tratamiento adecuado. Luego, decidió buscar apoyo de personas que la podrían ayudar a crear lo que es ahora la Asociación Dominicana de Rehabilitación, la que ha estado dirigiendo desde 1959. 
Ivelisse Prats fue la primera mujer en América Latina en ser electa presidente de un partido. Es miembro orgullosa del Partido Revolucionario Dominicano, sin embargo, sigue criticando fuertemente la corrupción que ciertos miembros instigan y permiten. Describe también, como todas, su vida familiar. La pérdida de su madre a los 17, su matrimonio fugaz poco después, como se enfermó de depresión, tuberculosis y anorexia después de un período largo de exceso de trabajo y ayuno para que sus hijos pudieran alimentarse.

## Filmación y Locaciones
La grabación inició el viernes 6 de febrero de 2009 en los edificios de La Asociación Dominicana de Rehabilitación, donde Mary Marranzini fue entrevistada en tempranas horas de la mañana. La segunda entrevista se condujo en el apartamento de Josefina Padilla, esa misma tarde. La siguiente en ser filmada fue Gladys Gutiérrez. El equipo llegó a su edificio a las 9:00 a. m. el domingo 8 de febrero. La filmación terminó aproximadamente a las 5:00 p. m. esa misma tarde. Dedé Mirabal estaba programada para el 14 de febrero, pero debido a compromisos anteriores, su fecha debió ser desplazada al sábado, 21 de febrero de 2009 en Salcedo, Provincia Hermanas Mirabal, República Dominicana; en su casa de Ojo de Agua, la misma casa en la que ha vivido desde su nacimiento, y la residencia que compartió junto a sus hermanas antes de su asesinato. Ivelisse Prats era la siguiente, fue filmada en su propia casa, en La Castellana, un sector de clase media alta en Santo Domingo. En marzo, Yildalina Tatem Brache sostuvo lo que sería la última entrevista para el documental, con Sina Cabral, también en su hogar.

## Elenco
- Gladys Gutiérrez Gutiérrez
- Josefina Padilla
- Tomasina Cabral
- Bélgica Adela (Dedé) Mirabal
- Mary Pérez de Marranzini
- Ivelisse Prats Ramírez de Pérez
- Rosaflor Tatem Brache (Narración)

## Equipo Técnico
- Escrito y dirigido por: Yildalina Tatem Brache
- Asistente de dirección, supervisor musical, coeditor: Edgar Tatem
- Edición por: Frank Durán
- Coedición: Christian Mejía, Guillermo Herrera, Kenn Williams Herrera
- Cinematografía: Ariel Mota
- Sonido: Henry Valera
- Grabación adicional, corrección de guion: Dorian Castillo-Tatem
- Fotografía: Roberto Rochy & Johnny Rotestán
- Montaje, asistencia: Pablo González & Gilberto Roques
- Maquillaje: Belkys Taveras

## Premier y Proyecciones
La premier para Mujeres Extraordinarias se llevó a cabo el 20 de agosto de 2009 en el Teatro Nacional Eduardo Brito, Santo Domingo, República Dominicana, donde asistieron aproximadamente 1,250 personas.
La segunda proyección se hizo en el Teatro Don Bosco en Moca, Provincia Espaillat, República Dominicana.
Una versión moderadamente extendida y mejorada se presentó en la Universidad Autónoma de Santo Domingo, 16 de noviembre de 2009.
Esta misma versión tuvo otras 4 proyecciones. Una en Santiago, el 18 de noviembre, 2 más en la Cinemateca Dominicana, el 26 y 27 de noviembre, y el 30 de noviembre en la Universidad Iberoamericana (UNIBE).

## Lanzamiento en DVD
La versión extendida y mejorada será lanzada en un paquete de edición especial de 2 discos que incluye los tráileres, extensa galería de fotos, video del detrás de cámaras, entrevistas y las reseñas biográficas de las 6 mujeres.